# 韋夫斯恩
韋夫斯恩（挪威語：Vefsn）是挪威的一個市镇，位於諾爾蘭郡。